# Academia de Samba Império da Nova Era
A Academia do Samba Império da Nova Era foi fundada em 17 de março de 2004, com a presença de artistas, intelectuais, sambistas, compositores, empresários e representantes de diversos segmentos sociais, no seu primeiro carnaval, termina na 3ª colocação.
Venceu o grupo de acesso em 2010.
CARNAVAL 2017
Em 2017, a escola de samba levará para a avenida, o tema " O sonho de Baco não sobra vinho". A escola desfila na terça feira de carnaval na avenida Afonso Pena, centro de Belo Horizonte.

## Carnavais
| Ano  | Colocação    | Grupo        | Enredo                           | Carnavalesco |
| ---- | ------------ | ------------ | -------------------------------- | ------------ |
| 2010 | Campeã       | Acesso       |                                  |              |
| 2012 | Não desfilou | Não desfilou | Não desfilou                     | Não desfilou |
| 2016 | Desfilará    | Acesso       | O Sonho de Baco, Não sobra Vinho | Ernesto Gama |